# Barry Rowan
Barry Rowan (Willesden, 24 aprile 1942) è un ex calciatore inglese, di ruolo difensore.

## Carriera
Formatosi nel Watford, passa nel 1960 al Brentford e l'anno successivo al Dover Town.
Nel 1964 viene ingaggiato dal Millwall, con cui ottiene la promozione in terza serie dopo il secondo posto ottenuto nella Fourth Division 1964-1965. La stagione seguente ottiene una nuova promozione grazie al secondo posto ottenuto. Nella Second Division 1966-1967 ottiene l'ottavo posto finale.
Nell'estate 1967  viene ingaggiato dagli statunitensi dell'Oakland Clippers, con cui vince la NPSL I, progenitrice insieme alla USA, della più nota NASL. L'anno dopo passa ai Detroit Cougars disputa la prima edizione della NASL, chiusa al quarto ed ultimo posto della Lakes Division.
Tornato in patria passa al Colchester, con cui ottiene il sesto posto della Fourth Division 1968-1969 prima di trasferirsi in Sudafrica per giocare nel Durban Utd.
Nel 1969 torna in patria per giocare dapprima nel Reading e poi nel Plymouth con cui ottiene il diciassettesimo posto nella Third Division 1969-1970.
Nel 1970 passa all'Exeter City con cui ottiene il nono posto della Fourth Division 1970-1971. 
Nell'estate 1971 passa in prestito al Dallas Tornado con cui vince la North American Soccer League 1971, non giocando però le finali contro gli Atlanta Chiefs.
Ritornato all'Exeter ottiene il quindicesimo posto della Fourth Division 1971-1972, mentre nell'estate torna in Nordamerica in prestito al Toronto Metros con cui chiude la North American Soccer League 1972 al quarto ed ultimo posto della Northern Division.
Nella Fourth Division 1972-1973 Rowan con l'Exeter ottiene l'ottavo posto finale.
Lasciato l'Exeter, chiude la carriera agonistica nel Poole Town.

## Palmarès
- NPSL I: 1

Oakland Clippers: 1967
- North American Soccer League: 1

Dallas Tornado: 1971